# Vaughan Glaser
Pour les articles homonymes, voir Glaser.
Vaughan Glaser, né le 17 novembre 1872 à Cleveland (Ohio) et mort le 23 novembre 1958 à Los Angeles (quartier de Van Nuys, Californie), est un acteur américain.

## Biographie
Vaughan Glaser entame sa carrière au théâtre et débute à Broadway (New York) dans trois pièces produites par Charles Frohman et représentées en 1902, dont La Seconde Madame Tanqueray (en) d'Arthur Wing Pinero (avec Charles Bryant). Il revient à Broadway en 1937, où il joue dans quatre autres pièces, la dernière en 1945. Entretemps, mentionnons What a Life (en) de Clifford Goldsmith (en) (1938-1939, avec Eddie Bracken et Betty Field).
Hors Broadway, entre 1921 et 1928, il dirige à Toronto (Canada) sa troupe des « Vaughan Glaser Players » qui se produit au Uptown Theatre (en) et au Shea's Victoria Theatre, entre autres dans St. Elmo (adaptation du roman éponyme d'Augusta Evans Wilson, 1921), La Marraine de Charley de Brandon Thomas (1922), Le Signe de la croix (en) de Wilson Barrett (en) (1924) et La Case de l'oncle Tom (adaptation du roman éponyme d'Harriet Beecher Stowe, 1925).
Il joue également dans sa ville natale de Cleveland, au Colonial Theatre ou au Hanna Theatre (en), par exemple en 1923 dans La Marraine de Charley précitée et Abraham Lincoln (en) de John Drinkwater.
Au cinéma, il contribue sur le tard à vingt-et-un films américains, depuis What a Life de Theodore Reed (adaptation de la pièce éponyme précitée, 1939, avec Jackie Cooper et Betty Field) jusqu'à Arsenic et vieilles dentelles de Frank Capra (1944, avec Cary Grant et Priscilla Lane). Dans l'intervalle, citons Les Maîtres de la mer de Frank Lloyd (1939, avec Douglas Fairbanks Jr. et Margaret Lockwood), L'Homme de la rue de Frank Capra (1941, avec Gary Cooper et Barbara Stanwyck) et Cinquième Colonne d'Alfred Hitchcock (1942, avec Robert Cummings et Priscilla Lane).
Vaughan Glaser meurt en 1958, quelques jours après son 86e anniversaire.

## Théâtre

### Broadway (intégrale)
- 1902 : Aunt Jeannie d'E. F. Benson, production de Charles Frohman
- 1902 : La Seconde Madame Tanqueray (en) d'Arthur Wing Pinero, production de Charles Frohman
- 1902 : The Joyce of Living d'Edith Wharton et Hermann Sudermann, production de Charles Frohman
- 1937 : Cross-Town de Joseph Kesselring : Winchell Matthews
- 1937-1938 : Many Mansions de Jules Eckert Goodman, mise en scène de Lee Strasberg : l'évêque Graves
- 1938-1939 : What a Life (en) de Clifford Goldsmith (en), production et mise en scène de George Abbott : J.C. Bradley
- 1945 : A Boy Who Lived Twice de Leslie Floyd Egbert et Gertrude Ogden Tubby : Dr Broulette

### Autres lieux (sélection)
- 1921 : St. Elmo, adaptation par Vaughan Glaser et Willard Holcomb du roman éponyme d'Augusta Evans Wilson (Toronto)
- 1922 : La Marraine de Charley (Charley's Aunt) de Brandon Thomas (Toronto et reprise à Cleveland en 1923)
- 1923 : Abraham Lincoln (en) de John Drinkwater (Cleveland)
- 1924 : Le Signe de la croix (en) (The Sign of the Cross) de Wilson Barrett (en) (Toronto)
- 1925 : La Case de l'oncle Tom (Uncle Tom's Cabin), adaptation du roman éponyme d'Harriet Beecher Stowe (Toronto)

## Filmographie partielle
- 1939 : What a Life de Theodore Reed : J. C. Bradley
- 1939 : Les Maîtres de la mer (Rulers of  the Sea) de Frank Lloyd : Junius Smith
- 1941 : L'Homme de la rue (Meet John Doe) de Frank Capra : le gouverneur
- 1942 : Cinquième Colonne (Saboteur) d'Alfred Hitchcock : Phillip Martin
- 1942 : Mon espion favori (My Favorite Spy) de Tay Garnett : le colonel Moffett
- 1942 : Ma femme est un ange (I Married an Angel) de W. S. Van Dyke : Frère Andreas
- 1942 : Vainqueur du destin (The Pride of the Yankees) de Sam Wood : un docteur chez Lou Gehrig
- 1943 : L'Ombre d'un doute (Shadow of a Doubt) d'Alfred Hitchcock : Dr Phillips
- 1944 : Étrange histoire (Once Upon a Time) d'Alexander Hall : le professeur Draper
- 1944 : Arsenic et vieilles dentelles (Arsenic and Old Lace) de Frank Capra : le juge Cullman